# Reinhild Gerum
Reinhild Gerum (* 23. September 1955 in München (Bayern)) ist eine zeitgenössische deutsche Bildende Künstlerin und Installationskünstlerin. Sie lebt und arbeitet in München.

## Leben
Die Künstlerin studierte von 1973 bis 1977 Philosophie und Politische Wissenschaften an der Ludwig-Maximilians-Universität München (LMU). Im Anschluss daran folgte von 1977 bis 1982 ein Studium der Malerei bei Karl Fred Dahmen an der Akademie der Bildenden Künste München. Von 1982 bis 1983 absolvierte sie ein Aufbaustudium „Kunst und Architektur“ bei Erich Schneider-Wessling an derselben Institution. 1985 schloss sie ihr Studium mit einem Diplom in Malerei und Grafik an der Akademie der Bildenden Künste München ab.
In den Jahren von 1989 bis 2020 war sie künstlerisch und kunsttherapeutisch im Isar-Amper-Klinikum München Ost tätig, wo sie mit psychisch und neurologisch erkrankten Menschen arbeitete. Parallel dazu übernahm sie von 2000 bis 2020 einen Lehrauftrag an der Georg-Simon-Ohm Hochschule Nürnberg, wo sie unter dem Titel „Bilder sprechen nicht, aber sie lehren uns sehen“ tätig war. Von 2002 bis 2009 lehrte sie zudem an der Hochschule für angewandte Wissenschaften München, wo sie den Kurs „Mit Kohle und Sand – Malen mit einfachsten Mitteln“ anbot.
Zwischen 2003 und 2012 war sie als Fachbeirätin für Bildende Kunst bei der GEDOK München aktiv und übernahm in dieser Zeit auch die Rolle der Sprecherin. 2014 leitete sie ein bildnerisches Projekt am Lehrstuhl für Interkulturelle Kommunikation der LMU München. Im Jahr 2016 folgten weitere Lehraufträge an der New Bulgarian University und der Nationalen Kunstakademie in Sofia, Bulgarien.

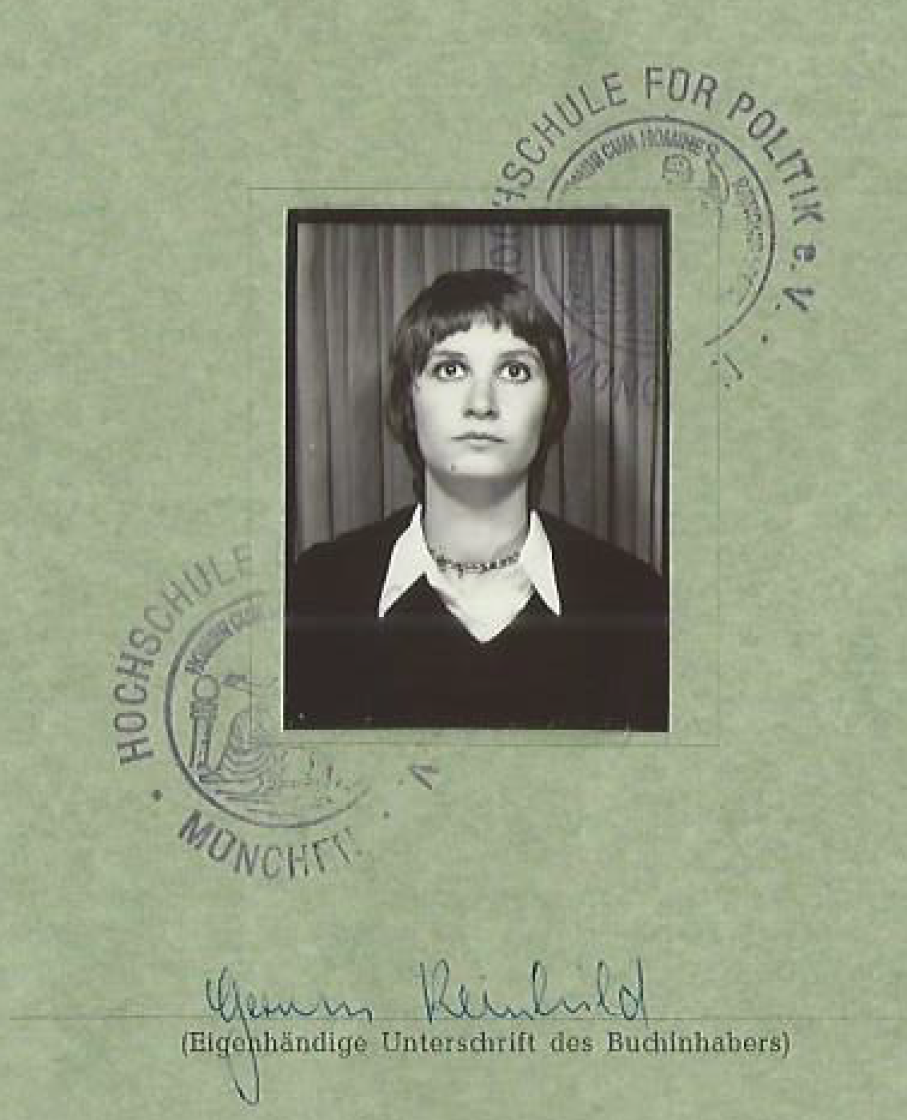
Portrait der der Künstlerin Reinhild Gerum

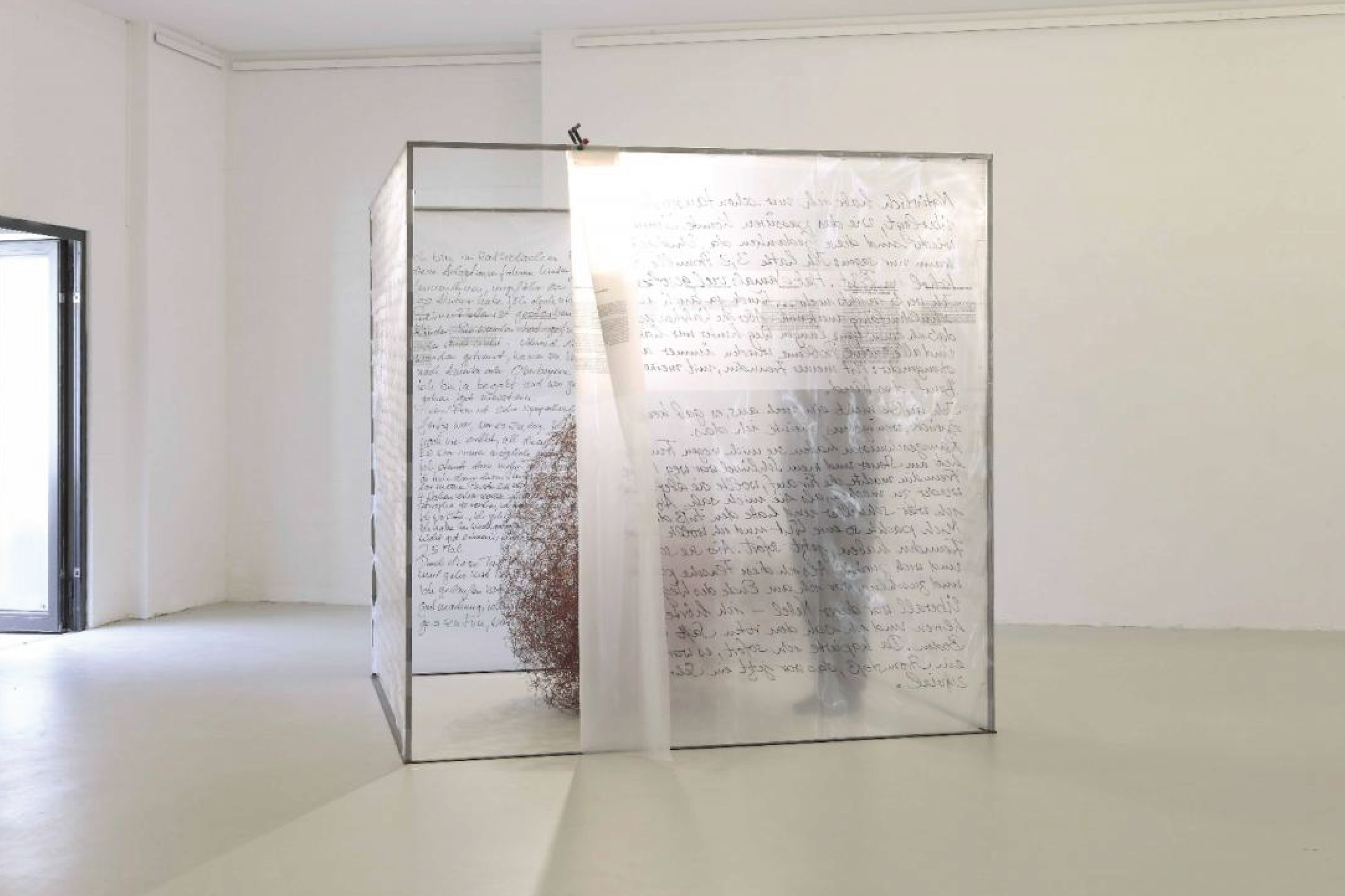
Kunstinstallation "Es ist nur eine Haaresbreite"

Ihre Arbeit zeichnet sich durch eine tiefe Verbindung zwischen Kunst und Therapie aus, die sich in ihren zahlreichen Projekten und Lehrtätigkeiten widerspiegelt.

„Als Installationskünstlerin ist Reinhild Gerum eigentlich für das schonungslose Aufzeigen der condition humaine bekannt. Sie thematisiert vor allem die menschlichen Abgründe in Gewalt und Sexualität.“

## Stipendien, Förderungen, Projekte und Symposien
- 1989 Stipendium „Seniorenkulturarbeit“ des Instituts für Bildung und Kultur, Remscheid[10]
- 1994 Arbeitsförderung durch den Kunstfond e. V., Bonn
- 2002 Kurzstipendium im Haus Rissen, Hamburg[11]
- 2005 Erster Preis des Kunstvereins Bad Wörishofen[12]
- 2010 artist-in-residence der GEDOK München in Bulgarien und Progress in Space, Art Festival Balchick, Bulgarien
- 2010 Arbeitsaufenthalt in Kuba für die Ausstellungsbeteiligung LOS DESASTRES DE LA GUERRA kuratiert von Siegfried Kaden, gefördert durch das Kunstreferat der Erzdiözese München-Freising[13]
- 2013 artist-in-residence EAV, Rio de Janeiro, Brasilien[14]
- 2014 artist-in-residence in der Villa Paula, Klenová / Klatovy, Tschechien[15]
- 2015 Spirit of Nature, Duppini Art Festival, Gabrovzi, Bulgarien[16]
- 2017 Förderung durch das Kulturreferat der Landeshauptstadt für das deutsch-brasilianische Symposium NOVAS TRAVESSIAS in Sao Paulo (Brasilien), organisiert von Ponte Cultura e.V.[17]
- 2019 Einladung zu TERRITORIOS; deutsch-brasilianisches Symposium in Belem (Brasilien), organisiert von Ponte Cultura e.V.[17]
- 2022 Einladung zu HOSPITALIDADE; deutsch-brasilianisches Symposium in Fortaleza (Brasilien), organisiert von Ponte Cultura e.V.[17]
- 2024 Einladung zu UMBUNTU, deutsch-brasilianisches Symposium in Nürnberg, organisiert von Ponte Cultura e.V.[17]

## Ausstellungen (Auswahl)
- 1985: Galerie Hennemann, Bonn
- 1987: Galerie Anais, München
- 1988: Galerie Harthan, Stuttgart
- 1995: Galerie Schreiter, Nürnberg[18]
- 1996: Selbstportraits, Lothringer13 (vormals "Künstlerwerkstatt"), München[19]
- 2009: Plötzlich wurden mir die Knie weich, Museum Zirndorf, Zirndorf[20]
- 2009: AnSichten, Galerie artThiess, München[21]
- 2009: Durch den Wind, Künstlerhaus Sootbörn, Hamburg (mit Katrin Magens)[22]
- 2010: Galerie v. Fircks-Huth, Fuchstal-Leeder[23]
- 2010: Sofia-press-gallery, Sofia (Bulgarien)[24]
- 2010: Briefe aus Novosibirsk, Stadtmuseum Weilheim (mit Teresa Dietrich)
- 2010: Schwarz Rot Gold, Goethe-Institut München (mit Michael Golf)
- 2012: Galerie Arosita, Sofia (Bulgarien)
- 2012: Seidl Villa, München (mit Marijanca Ambos)
- 2012: ICH KONNTE NICHT MEHR REDEN VOR ANGST, Kunst im Weytterturm, Straubing
- 2013: Installationen, Objekte, Kunstverein Landshut
- 2014: Ölpastelle und Wandobjekte, Galerie Fetzer, Sontheim-Brenz[25]
- 2016: Die Blumen der Anderen, KULTUM, Kulturzentrum bei den Minoriten, Graz[26]
- 2017: Installation, Ölpastelle, Erdflügel, Schauraum K3, Simbach am Inn[27]
- 2019: Fein bist du, Sicht, KULTUM, Kulturzentrum bei den Minoriten, Graz; Katalog[28][29]
- 2019: Manchmal sehe ich rot, Friedenskirche Ludwigshafen
- 2021: Drüber und Drunter, KV Die Burg, Liebenweinturm Burghausen
- 2024: In Zeiten der Krisen, galerie GEDOKmuc, mit Ele Runge[30]